# Bezirksdelegiertenkonferenz
Die Bezirksdelegiertenkonferenz (Abkürzung: BDK) ist das höchste beschlussfassende Gremium einer Bezirksschülervertretung (BSV), das sich aus Schülervertretern der Schulen einer Stadt oder eines Stadtkreises zusammensetzt.
Dort wird über Schülerangelegenheiten diskutiert und entschieden, Vorstand und Landesdelegierte für die Landesschülervertretungen (LSV) sowie Bezirksverbindungslehrern gewählt.
Die Bezirksdelegierten werden aus dem Schülerrat (SV-Sitzung) einer jeden Schule jährlich gewählt. Wie viele Delegierte eine Schule entsenden kann regelt die Satzung der BSV, in der Regel pro angefangene 250 Schüler ein Delegierter. Werden aus dem Schülerrat keine Delegierten gewählt oder können diese nicht an der BDK teilnehmen, darf das Mandat von jedem Schüler der Schule übernommen werden.
Die Verteilung von Rederechten und die Ausführung von Abstimmungen folgt parlamentarischen Standards und wird durch die Geschäftsordnung festgelegt. Änderungsanträge werden auf der folgenden BDK abgestimmt.
Die genaue Auslegung der Delegiertenzahl, der Mandatsvergabe und der Bildung der BSV ergibt sich aus der Satzung, die meistens auf der Vorlage der zuständigen LSV basiert.